# دودة الشمع

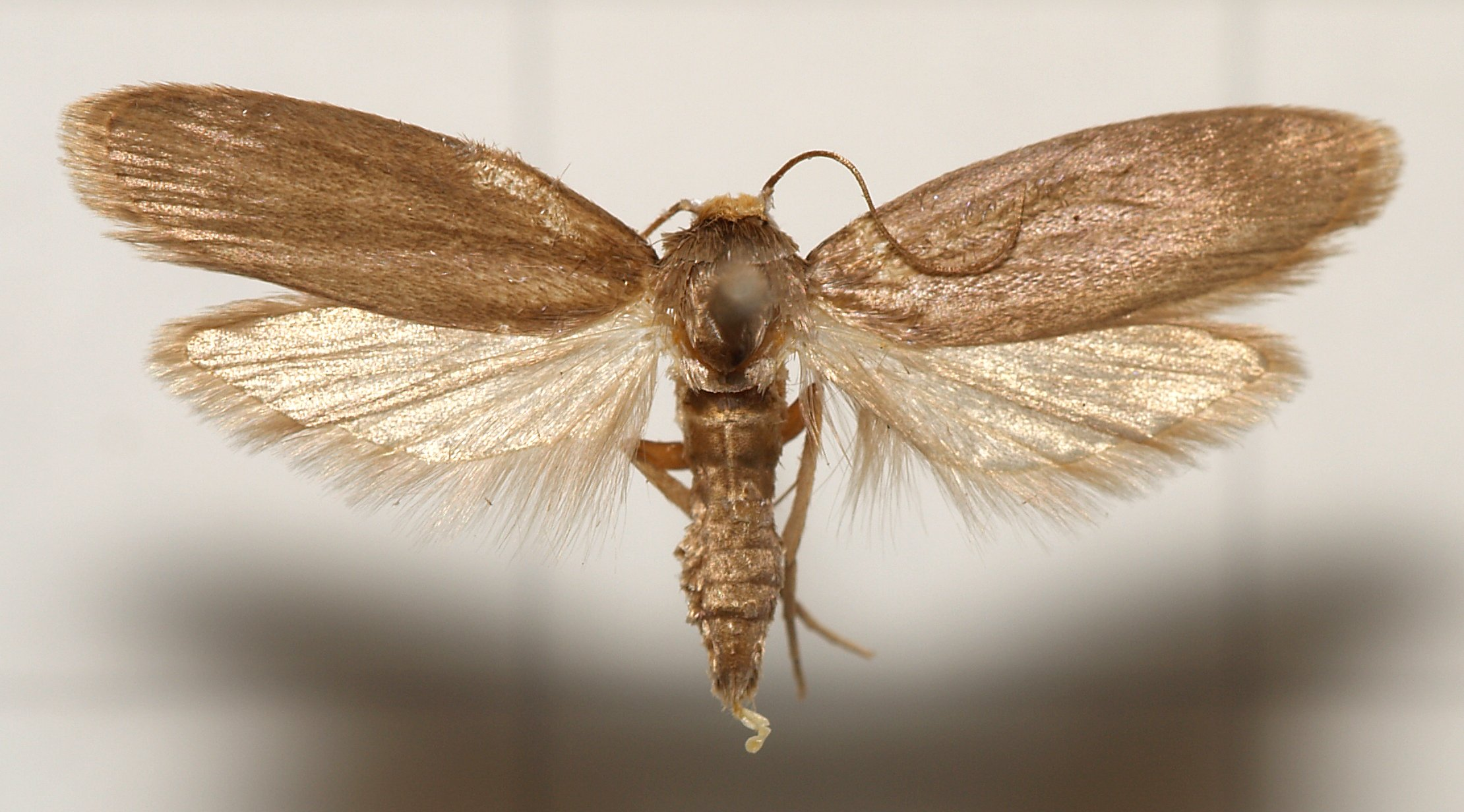
عينة بالغة من عثة الشمع الأصغر (Achroia grisella)

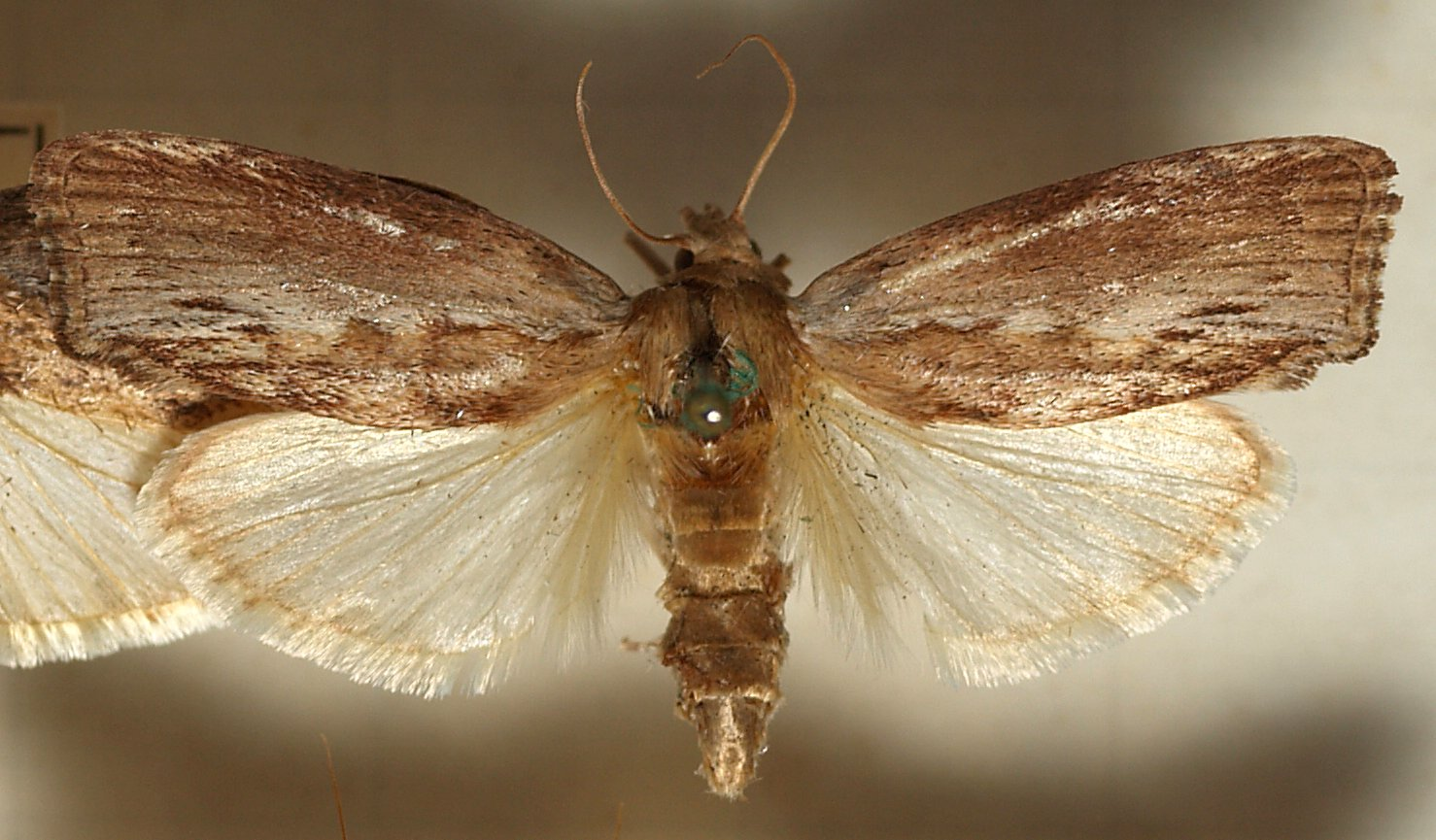
عينة بالغة من عثة الشمع الأكبر (Galleria mellonella)

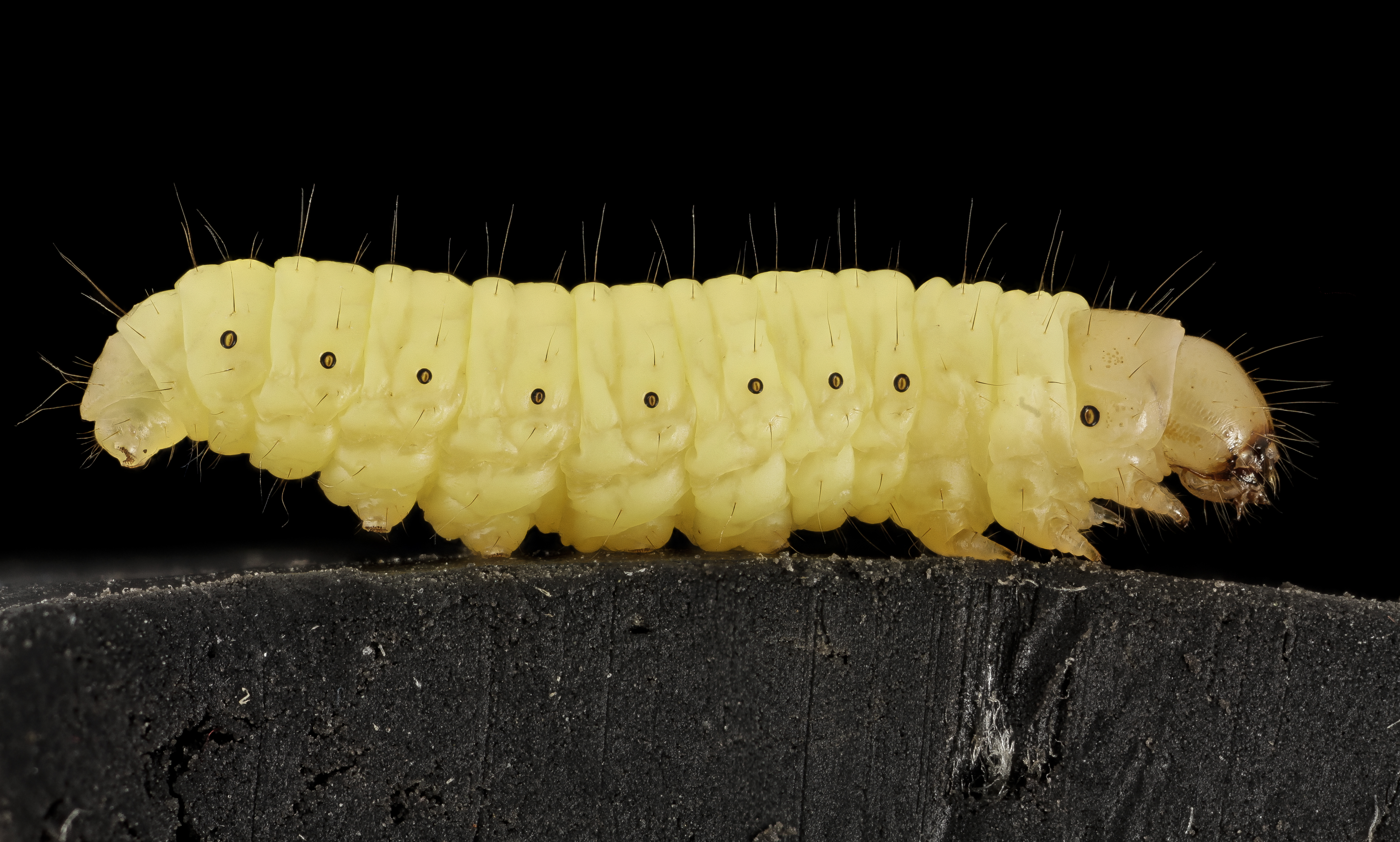
يرقة عثة الشمع الأكبر G. mellonella

ديدان الشمع هي اليرقات اليسروعية لعثة الشمع، التي تنتمي إلى عائلة الناريات (فصيلة بيراليدي/عثة الخطم). يتم تربية نوعين وثيقي الصلة تجاريًا - عثة الشمع الأصغر (Achroia grisella) وعثة الشمع الأكبر (Galleria mellonella). تنتمي هذه الديدان إلى قبيلة Galleriini في الفصيلة الفرعية لعثة الخطم Galleriinae. نوع آخر تشترك يرقاته في هذا الاسم هو عثة الوجبة الهندية (Plodia interpunctella)، على الرغم من أن هذا النوع غير متوفر تجاريًا.
تُسمى العثات البالغة أحيانًا "عثات النحل"، ولكن، وخاصة في مجال تربية النحل، يمكن أن يشير هذا أيضًا إلى عثة النحل (Aphomia sociella)، وهي عثة أخرى من فصيلة Galleriinae تنتج أيضًا ديدان الشمع، ولكنها لا تُربى تجاريًا.
ديدان الشمع هي يسروعات متوسطة البياض ذات أقدام ذات أطراف سوداء ورؤوس صغيرة سوداء أو بنية اللون.
في البرية، تعيش كطفيليات أعشاش في مستعمرات النحل وتأكل شرانق النحل وحبوب اللقاح وجلود النحل المتساقطة وتمضغ شمع العسل، ومن هنا جاء الاسم. يعتبر النحالون ديدان الشمع آفات. لن تهاجم Galleria mellonella (عثات الشمع الكبيرة) النحل بشكل مباشر، ولكنها تتغذى على الشمع الذي يستخدمه النحل لبناء أقراص العسل الخاصة به. يتطلب نموها الكامل إلى مرحلة البلوغ الوصول إلى أقراص الحضنة المستخدمة أو منظفات خلايا الحضنة - تحتوي هذه على بروتين ضروري لنمو اليرقات، في شكل شرانق حضنة. إن تدمير القرص سيؤدي إلى انسكاب أو تلويث العسل المخزن وقد يؤدي إلى قتل يرقات النحل أو يكون سبباً في انتشار أمراض نحل العسل.

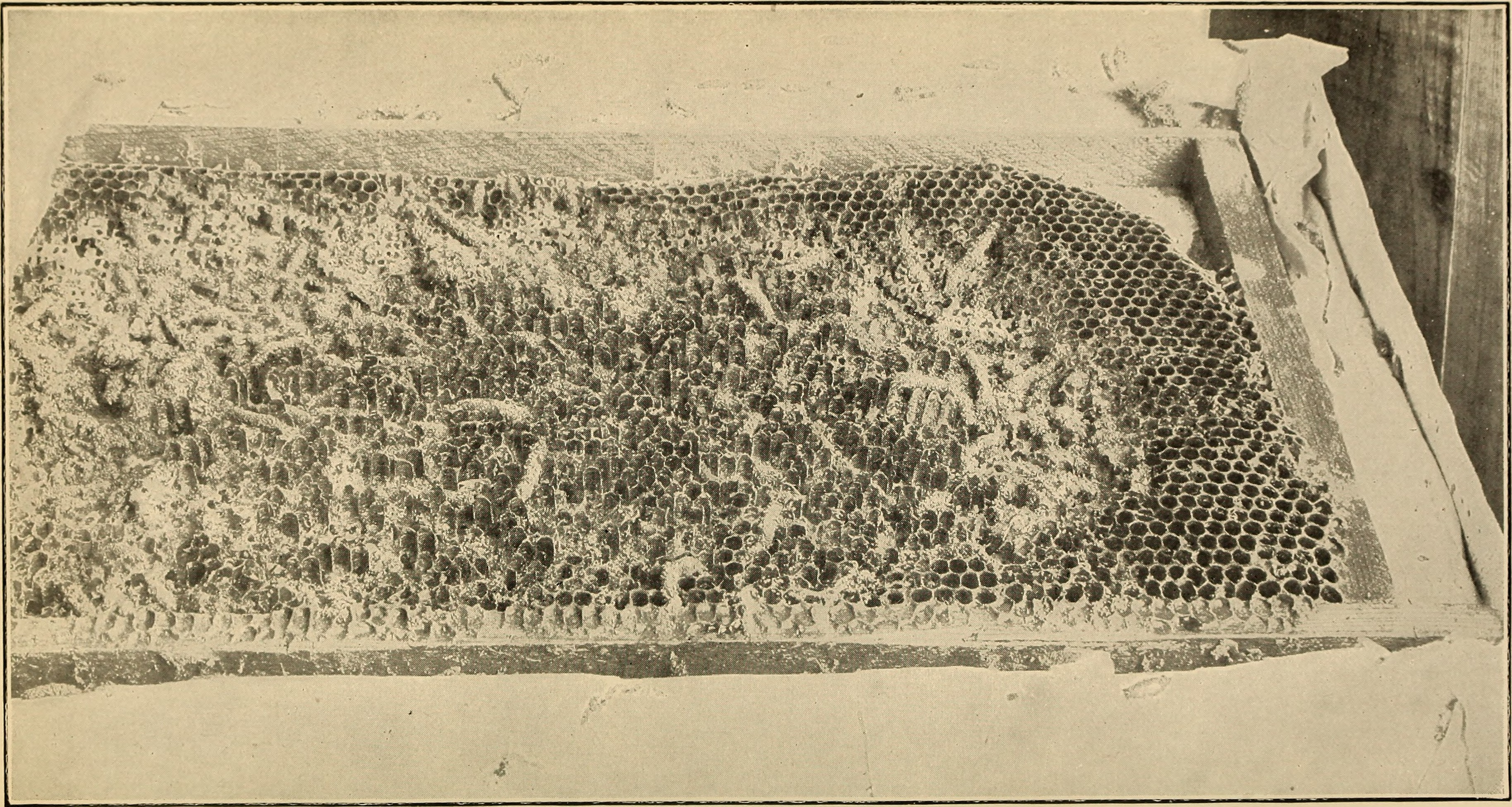
عثة الشمع الصغيرة تصيب قرص العسل.

## كمصدر لغذاء الحيوانات
تعتبر ديدان الشمع غذاءً شائع الاستخدام للعديد من الحيوانات الحاشرة والنباتات اللاحمة في الأسر. تُزرع هذه اليرقات على نطاق واسع لاستخدامها كغذاء للبشر، وكذلك كغذاء حي لحيوانات المأرضة وبعض الطيور الأليفة، ويرجع ذلك في الغالب إلى محتواها العالي من الدهون، وسهولة تكاثرها، وقدرتها على البقاء على قيد الحياة لأسابيع في درجات حرارة منخفضة. يمكن أن تساهم كثافة الدهون والطاقة الغذائية (السعرات الحرارية) العالية أيضًا في السمنة لدى الحيوانات الأسيرة إذا تم إطعامها ديدان الشمع كثيرًا، وخاصة في الحيوانات ذات الاستقلاب المنخفض، مثل الزواحف.

## ديدان الشمع كطُعم للصيد
يمكن شراء ديدان الشمع من المتاجر أو تربيتها بواسطة الصيادين.تُستخدم كطُعم لصيد بعض أنواع الأسماك الصغيرة، وأعضاء عائلة سمك الشمس، وسمك الشمس الأخضر (Lepomis cyanellus)، ويمكن استخدامها للصيد في المياه الضحلة باستخدام وزن أخف. تُستخدم أيضًا لصيد بعض أعضاء عائلة سمك السلمونيات، وسمك السلمون ماسو (Oncorhynchus masou)، والسلمون المرقط الأبيض (Salvelinus leucomaenis)، وسمك قوس قزح.
يستخدم الصيادون ديدان الشمع التي توفرها عادةً الشركات الموردة لصيد سمك السلمون المرقط أيضا. تعد ديدان الشمع طُعمًا شائعًا للصيادين في اليابان. يلقي الصيادون حفنة منها، مما يجذب سمك السلمون المرقط إلى المنطقة. ثم يستخدم الصياد أكبر أو أكثر ديدان الشمع جاذبية على الخطاف، على أمل أن تكون غير قابلة للمقاومة بالنسبة للأسماك.

## ديدان الشمع كبديل للثدييات في أبحاث الحيوانات
يمكن أن تحل ديدان الشمع محل الثدييات في أنواع معينة من التجارب العلمية مثل التجارب العلمية على الحيوانات، وخاصة في الدراسات التي تبحث في آليات ضراوة مسببات الأمراض البكتيرية والفطرية. 
تثبت ديدان الشمع قيمتها في مثل هذه الدراسات لأن الجهاز المناعي الفطري (الطبيعي) للحشرات يشبه بشكل لافت الجهاز المناعي للثدييات. تعيش ديدان الشمع جيدًا في درجة حرارة جسم الإنسان وهي كبيرة الحجم بما يكفي للسماح بالتعامل المباشر والجرعات الدقيقة. بالإضافة إلى ذلك، فإن التوفير الكبير في التكلفة عند استخدام ديدان الشمع بدلاً من الثدييات الصغيرة (عادةً الفئران أو الهامستر أو خنازير غينيا) يسمح بإنتاجية اختبارية مستحيلة بالطرق الأخرى. باستخدام ديدان الشمع، أصبح من الممكن الآن فحص أعداد كبيرة من سلالات البكتيريا والفطريات لتحديد الجينات المشاركة في التسبب في الأمراض أو المكتبات الكيميائية الكبيرة على أمل تحديد المركبات العلاجية الواعدة. أثبتت الدراسات اللاحقة أنها مفيدة بشكل خاص في تحديد المركبات الكيميائية ذات التوافر البيولوجي الملائم.

## التحلل البيولوجي للبلاستيك
لقد لوحظ أن نوعين من دودة الشمع، Galleria mellonella وPlodia interpunctella، يأكلان ويذوبان البلاستيك البولي إيثيلين (آكلات البلاستيك) عن طريق لعابها، مما قد يساعد على معالجة مشكلة التلوث البلاستيكي.تقوم دودة الشمع بتحويل أغشية البلاستيك البولي إيثيلين إلى إيثيلين جليكول، وهو مركب يتحلل بيولوجيًا بسرعة.قد تنشأ هذه القدرة غير العادية على هضم المواد التي يُعتقد أنها غير صالحة للأكل من قدرة دودة الشمع على هضم شمع العسل نتيجة للميكروبات المعوية الضرورية في عملية التحلل البيولوجي.وقد ثبت أن سلالتين من البكتيريا، Enterobacter asburiae وBacillus sp، المعزولتين من أمعاء دودة الشمع Plodia interpunctella، تحللان البولي إيثيلين في الاختبارات المعملية. في اختبار بفترة حضانة لمدة 28 يومًا لهاتين السلالتين من البكتيريا على أغشية البولي إيثيلين، انخفضت كراهية الأغشية للماء. بالإضافة إلى ذلك، لوحظ تلف سطح الأغشية بالحفر والتجاويف (بعمق 0.3-0.4 ميكرومتر) باستخدام المجهر الإلكتروني الماسح والمجهر الذري للقوة.
بعد وضعها في كيس تسوق من البولي إيثيلين، استهلكت حوالي 100 دودة شمعية من نوع Galleria mellonella ما يقرب من 0.1 جرام (0.0035 أونصة) من البلاستيك على مدار 12 ساعة في ظروف معملية.